# قهرمانان جهنم
قهرمانان جهنم (انگلیسی: Hell's Heroes) فیلمی به کارگردانی ویلیام وایلر است که در سال ۱۹۳۰ منتشر شد. از بازیگران آن می‌توان به چارلز بیکفورد و ریموند هاتون اشاره کرد.